# Xiphophorus gordoni
Xiphophorus gordoni là một loài cá thuộc họ Poeciliidae. Nó là loài đặc hữu của México

. 